# Tetsuo Hamuro
Tetsuo Hamuro (葉室鉄夫?, Hamuro Tetsuo; Fukuoka, 17 settembre 1917 – Takaishi, 30 ottobre 2005) è stato un nuotatore giapponese.

## Biografia
Specializzato nella rana ha vinto la medaglia d'oro nei 200 m ai Giochi olimpici di Berlino 1936.
Nel 1990 è diventato uno dei Membri dell'International Swimming Hall of Fame.

## Palmarès
- Olimpiadi
  - Berlino 1936: oro nei 200 m rana.